# روبن واشنطن
روبن واشنطن (بالإنجليزية: Robin Washington)‏ هو صحفي أمريكي، ولد في 1956.